# 2313 Aruna
2313 Aruna eller 1976 TA är en asteroid i huvudbältet som upptäcktes den 15 oktober 1976 av den amerikanske astronomen Henry L. Giclas vid Lowell-observatoriet. Den är uppkallad efter Aruṇa i indisk mytologi.
Asteroiden har en diameter på ungefär 15 kilometer och den tillhör asteroidgruppen Nysa.